# سرتنغ دره اي (مقاطعة فارياب)
سرتنغ دره‌اي (بالفارسية: سرتنگ دره‌ای) هي قرية تقع في البلدة المركزية في إيران. يقدر عدد سكانها بـ 57 نسمة .